# Sauber C32
Sauber C32 byl závodní vůz Formule 1 navržený a vyrobený týmem Sauber pro použití v sezóně 2013. Řídil ho Esteban Gutiérrez, který debutoval ve Formuli 1 a Nico Hülkenberg, který se k týmu připojil po působení ve Force Indii v sezóně 2012. Vůz byl představen 2. února 2013.
Šasi navrhli Matt Morris, Pierre Waché a Willem Toet, přičemž vůz byl poháněn zákaznickým motorem Ferrari.

## Design
Sauber C32 se vyznačoval výraznými úzkými bočnicemi, které byly podle designéra Matta Morrise inspirovány havárií bývalého jezdce týmu Sergia Péreze při Grand Prix Monaka 2011.  Pérez narazil do bariéry v zatáčce Nouvelle Chicane a rozdrtil pravou bočnici, což vedlo k tomu, že tým zkoumal, zda by bylo možné začlenit úzké bočnice do budoucího designu. To se ukázalo být mnohem těžší, než se původně předpokládalo, protože vnitřní fungování vozu muselo být zcela překonfigurováno, aby vyhovovalo štíhlejšímu designu.
Ve srovnání se svým předchůdcem, Sauberem C31, měl vůz C32 design s nižší přídí. Koncepce stupňovitého nosu používaná v sezóně 2012 byla opuštěna a nos byl modelován tak, aby mu dodal hladký profil. Větrací otvor umístěný před kokpitem v sezóně 2012 byl zachován.

## Shrnutí sezóny
Ve svém prvním závodě pro Sauber v Austrálii, se Hülkenberg kvalifikoval jako jedenáctý, ale do závodu nemohl odstartovat kvůli netěsnosti palivového systému jeho vozu C32. Esteban Gutiérrez se ve své první Grand Prix kariéry kvalifikoval na 18. místě a v závodě skončil na 13. místě, čímž se stal nejvýše umístěným nováčkem. Hülkenberg dosáhl prvních bodů v sezóně při Grand Prix Malajsie, když závod dokončil na 8. místě, zatímco Gutiérrez skončil mimo bodované pozice na 12. místě.

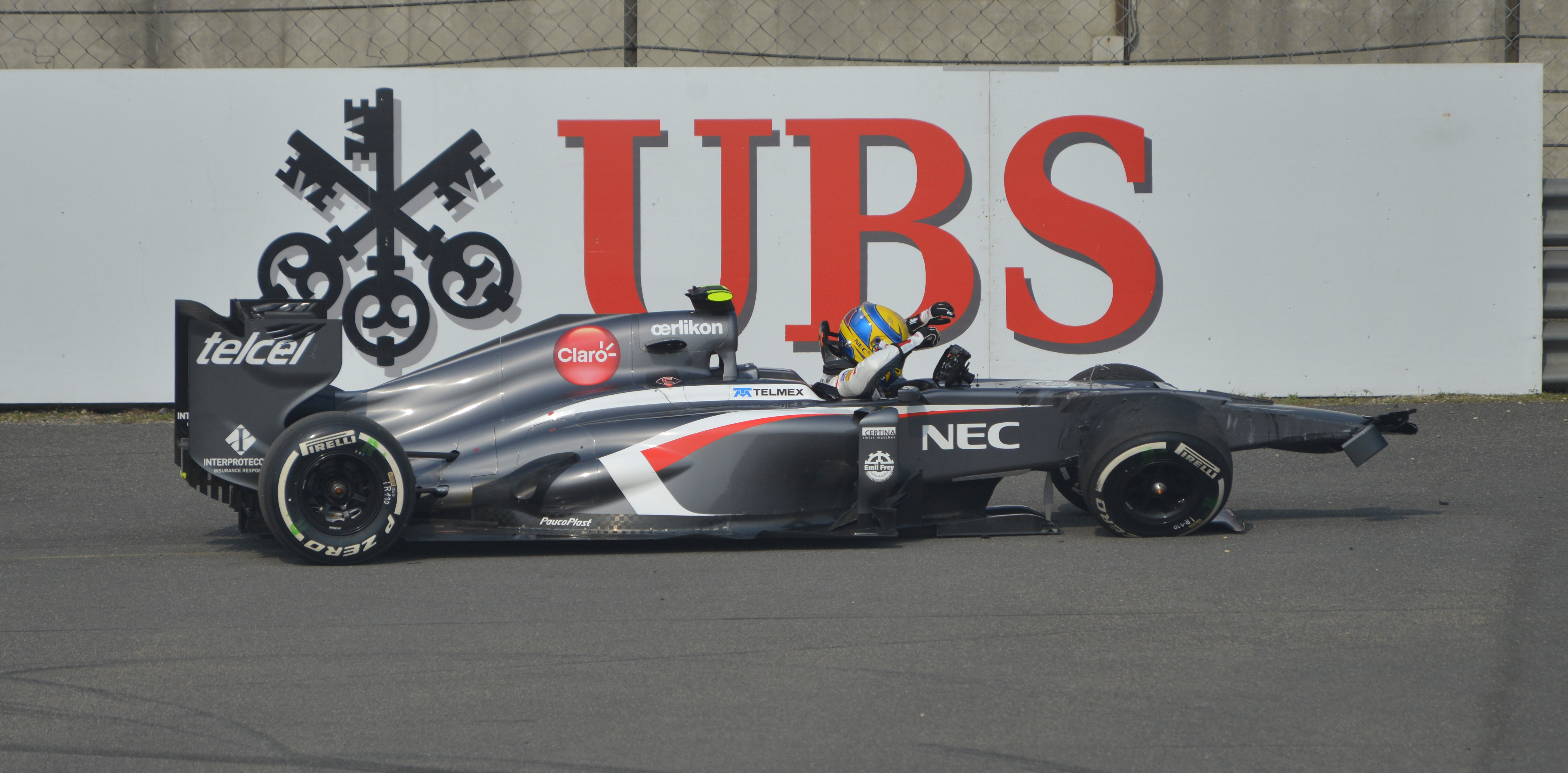
Esteban Gutiérrez vystupuje ze svého uvízlého vozu při Grand Prix Číny 2013.

V pátém závodě sezóny ve Španělsku postoupili oba jezdci do druhé části kvalifikace. Hülkenberg startoval z 15. místa a v cíli skončil na stejné pozici, zatímco Gutiérrez se kvalifikoval jako šestnáctý, ale penalizace ho sesadila na 19. místo a závod dokončil na 11. místě. Zároveň Mexičan zaznamenal nejrychlejší kolo závodu s časem 1:26,217 a průměrnou rychlostí 194,370 kilometrů za hodinu.

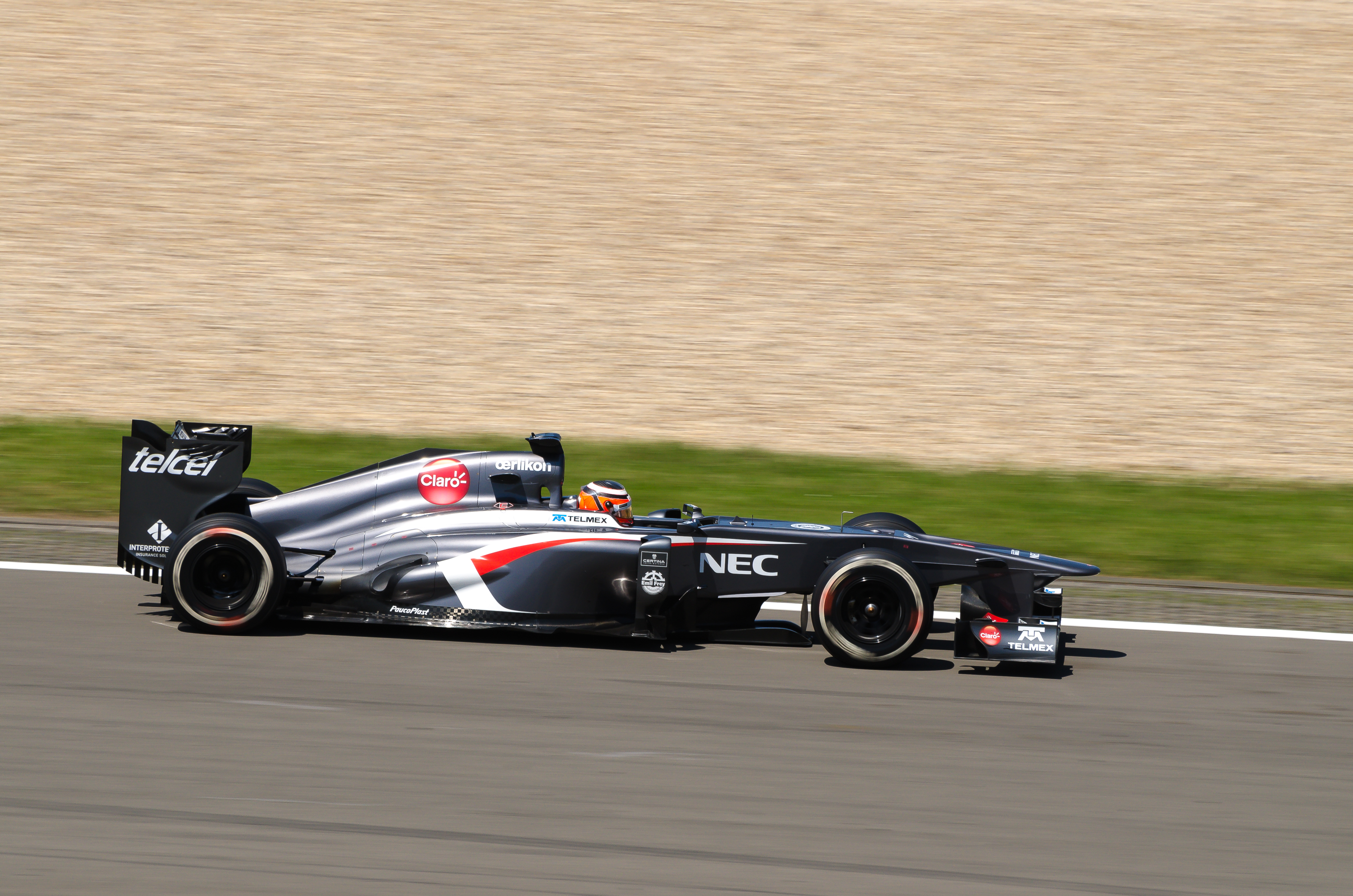
Nico Hülkenberg při svém domácím závodě v Německu.

V Kanadě oba vozy odstoupily kvůli nehodám, ale Gutiérrez byl klasifikován jako dvacátý, protože dokončil 90 % závodu. Hülkenberg skončil desátý v následujících 2 závodech, zatímco Gutiérrez skončil čtrnáctý. V Maďarsku a Belgii, zaznamenal tým po sobě jdoucí umístění mimo body. Při Grand Prix Itálie však Hülkenberg dosáhl senzačního 3. místa v kvalifikaci a závod dokončil na dobré páté pozici. Pro Hülkenberga to byl nejlepší výsledek od příchodu do týmu Sauber na začátku sezóny 2013 a nejlepší výsledek Sauberu od jediného umístění na stupních vítězů Kamuie Kobajašiho, který skončil třetí v domácí Grand Prix Japonska 2012. Hülkenberg tento výsledek zlepšil v Koreji, kde skončil na 4. místě, zatímco Gutiérrez vyrovnal svůj nejlepší výsledek a to 11. místo. V dalším závodě v Japonsku skončili oba jezdci na bodech na 6. a 7. místě, ale tím bodovaná série skončila. V Indii musel Hülkenberg odstoupit kvůli selhání brzd a Gutiérrez dostal penalizaci průjezdu boxovou uličkou kvůli ulitému startu. Hülkenberg zakončil sezónu s dalšími dvěma bodovanými umístěními, zatímco Gutiérrezovo sedmé místo v Japonsku bylo nakonec jediným bodovaným výsledkem, které za celou sezónu vybojoval.
Celkově skončil Sauber v šampionátu konstruktérů na 7. místě s 57 body, z toho 50 bodů získal ve druhé části sezóny, což byl horší výsledek než v předchozí sezóně s vozem C31, který skončil na 6. místě se 126 body a 4 umístěními na stupních vítězů.

## Kompletní výsledky ve Formuli 1
| Legenda k tabulce | Legenda k tabulce                                                                       |
| Barva             | Výsledek                                                                                |
| ----------------- | --------------------------------------------------------------------------------------- |
| Zlatá             | Vítěz                                                                                   |
| Stříbrná          | 2. místo                                                                                |
| Bronzová          | 3. místo                                                                                |
| Zelená            | Bodované umístění                                                                       |
| Modrá             | Nebodované umístění                                                                     |
| Modrá             | Dokončil neklasifikován (NC)                                                            |
| Fialová           | Odstoupil (Ret)                                                                         |
| Červená           | Nekvalifikoval se (DNQ)                                                                 |
| Červená           | Nepředkvalifikoval se (DNPQ)                                                            |
| Černá             | Diskvalifikován (DSQ)                                                                   |
| Bílá              | Nestartoval (DNS)                                                                       |
| Bílá              | Závod zrušen (C)                                                                        |
| Světle modrá      | Pouze trénoval (PO)                                                                     |
| Světle modrá      | Páteční testovací jezdec (TD)                                                           |
| Bez barvy         | Netrénoval (DNP)                                                                        |
| Bez barvy         | Vyřazen (EX)                                                                            |
| Bez barvy         | Nepřijel (DNA)                                                                          |
| Bez barvy         | Odvolal účast (WD)                                                                      |
| Bez barvy         | Nezúčastnil se (prázdné)                                                                |
| Označení          | Význam                                                                                  |
| Tučnost           | Pole position                                                                           |
| Kurzíva           | Nejrychlejší kolo                                                                       |
| †                 | Jezdec nedojel do cíle, ale byl klasifikován, protože odjel více než 90 % délky závodu. |
| ‡                 | Byl udělován poloviční počet bodů, protože bylo odjeto méně než 75 % délky závodu.      |
| Horní index       | Umístění bodujících jezdců ve sprintu                                                   |

| Rok  | Tým            | Motor            | Pneumatiky | Jezdci            | 1   | 2   | 3   | 4   | 5   | 6   | 7   | 8   | 9   | 10  | 11  | 12  | 13  | 14  | 15  | 16  | 17  | 18  | 19  | Body | Umístění |
| ---- | -------------- | ---------------- | ---------- | ----------------- | --- | --- | --- | --- | --- | --- | --- | --- | --- | --- | --- | --- | --- | --- | --- | --- | --- | --- | --- | ---- | -------- |
| 2013 | Sauber F1 Team | Ferrari Type 056 | P          |                   | AUS | MAL | CHN | BHR | ESP | MON | CAN | GBR | GER | HUN | BEL | ITA | SIN | KOR | JPN | IND | ABU | USA | BRA | 57   | 7. místo |
| 2013 | Sauber F1 Team | Ferrari Type 056 | P          | Nico Hülkenberg   | DNS | 8   | 10  | 12  | 15  | 11  | Ret | 10  | 10  | 11  | 13  | 5   | 9   | 4   | 6   | 19† | 14  | 6   | 8   | 57   | 7. místo |
| 2013 | Sauber F1 Team | Ferrari Type 056 | P          | Esteban Gutiérrez | 13  | 12  | Ret | 18  | 11  | 13  | 20† | 14  | 14  | Ret | 14  | 13  | 12  | 11  | 7   | 15  | 13  | 13  | 12  | 57   | 7. místo |